# Heterocentrotus
Heterocentrotus Brandt, 1835 è un genere di ricci di mare appartenenti alla famiglia Echinometridae.

## Descrizione
Questi ricci sono caratterizzati da colori molto accesi, soprattutto il rosso, e da spine allungate e spesse che sono la causa del loro soprannome "ricci matita".

## Distribuzione e habitat
Provengono dall'oceano Pacifico e dall'oceano Indiano, si trovano soprattutto dall'isola Riunione e dalle Hawaii.

## Tassonomia
Questo genere comprende soltanto due specie:
- Heterocentrotus mammillatus (Linnaeus, 1758)
- Heterocentrotus trigonarius (Lamarck, 1816)